# ایوان هندلر
ایوان هندلر (انگلیسی: Evan Handler؛ زادهٔ ۱۰ ژانویهٔ ۱۹۶۱) هنرپیشه اهل ایالات متحده آمریکا است. وی از سال ۱۹۸۱ میلادی تاکنون مشغول فعالیت بوده‌است.
از فیلم‌هایی که وی در آن نقش داشته است، می‌توان به کالیفرنیکیشن، سکس و شهر ۲، برگزیده، شیپور خاموشی و خون‌بها اشاره کرد.